# Petra Tierlich

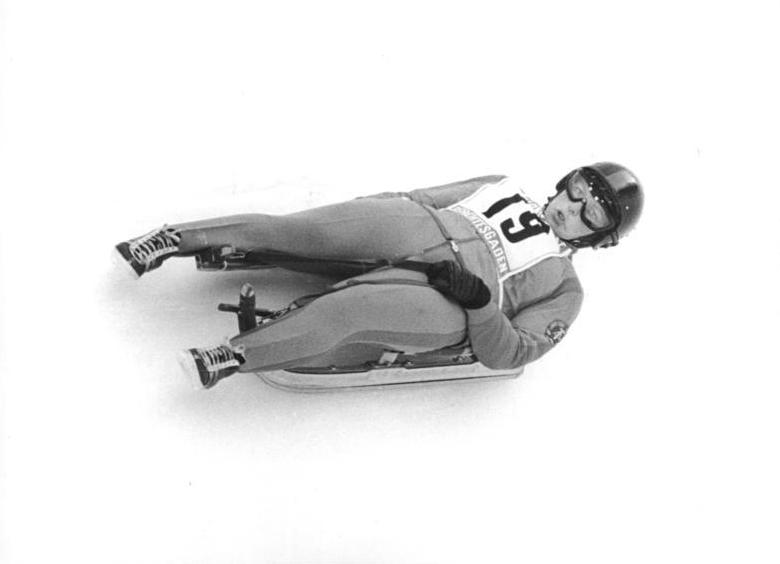
Tierlich 1969 beim Training in Königssee.

Petra Tierlich, verehelichte Völkel (* 25. Februar 1945 in Vielau, Sachsen) ist eine ehemalige ostdeutsche Rennrodlerin.
Petra Tierlich startete ihre Sportkarriere beim ESV Lok Zwickau, bevor sie zum SC Traktor Oberwiesenthal delegiert wurde, wo sie Klubkameradin anderer erfolgreicher Rodler wie Anna-Maria Müller war. Bei den Weltmeisterschaften 1965 und 1967 erreichte sie – jeweils hinter Ortrun Enderlein – die Silbermedaille. 1969 wurde sie, was ihren größten persönlichen Erfolg darstellte, Weltmeisterin. Für diesen Erfolg wurde sie mit dem Vaterländischen Verdienstorden ausgezeichnet. Bei DDR-Meisterschaften erreichte sie als beste Platzierung einen zweiten Platz im Jahr 1965.
Nachdem sie ihre Karriere wegen eines Bandscheibenvorfalls beenden musste, kehrte Tierlich nach Zwickau zurück, wo sie sich bis 1975 als Übungsleiterin betätigte und aktiv Volleyball spielte. Beruflich war Tierlich bis zur Wende als Technologin im VEB Bau- und Montage-Kombinat Süd tätig.